# La Motte-Fouquet
La Motte-Fouquet è un comune francese di 172 abitanti situato nel dipartimento dell'Orne nella regione della Normandia.

## Società

### Evoluzione demografica
Abitanti censiti